# Kevin Hogan
Kevin Michael Hogan (McLean, 20 ottobre 1992) è un giocatore di football americano statunitense che milita nel ruolo di quarterback per i San Antonio Brahmas.

## Biografia

### Kansas City Chiefs
Dopo avere giocato al college a football a Stanford, Hogan fu scelto nel corso del terzo giro (74º assoluto) nel Draft NFL 2016 dai Kansas City Chiefs. Il 3 settembre 2016 fu svincolato.

### Cleveland Browns
Il giorno successivo, Kevin firmò con la squadra di allenamento dei Cleveland Browns. L'11 ottobre fu promosso nel roster attivo. Il 23 ottobre, contro i Cincinnati Bengals, subentrò facendo il proprio debutto professionistico e segnando un touchdown su corsa da 28 yard, stabilendo un nuovo record di franchigia per la marcatura su corsa più lunga da parte di un quarterback.
Nel secondo turno della stagione 2017, Hogan subentrò al quarterback DeShone Kizer colpito da emicrania giocando la parte centrale della partita, in cui passò 182 yard, un touchdown e un intercetto contro i Baltimore Ravens. Dopo che Kizer iniziò la stagione perdendo tutte le prime 5 gare, prima del sesto turno Hogan fu nominato titolare per la prima volta in carriera, subendo però tre intercetti nella netta sconfitta contro gli Houston Texans. La settimana successiva Kizer tornò ad essere nominato titolare.

### Houston Texans
Rimasto free agent dopo le esperienze con i Denver Broncos e con i Cincinnati Bengals, il 4 maggio 2022 si accasa agli Houston Texans.